# یابوونووو (استان لوبلین)
یابوونووو (به لاتین: Jabłonowo) یک روستا در لهستان است که در گمینا وسوکیه واقع شده‌است.